# Gunnar Tannefors
Gunnar Bernhard Tannefors, född 23 januari 1908 i Askersund i Örebro län, död 13 oktober 1976 i Stockholm, var en svensk manusförfattare och filmöversättare.
Tannefors gifte sig 22 mars 1939 med Svea Axelina (född 9 november 1913 i Täby, död 20 september 2000).

## Regi
- 1935 – En kunglig idyll

## Filmmanus
- 1936 – Janssons frestelse
- 1945 – Maria på Kvarngården
- 1945 – Svarta rosor

## Filmografi roller
- 1928 – Svarte Rudolf